# Дербышев, Николай Иванович
Николай Иванович Дербышев (21 марта 1879, Томск — 13 февраля 1955, Москва) — советский государственный и профсоюзный деятель.

## Биография
Его отец, работавший с 10 лет, на момент рождения сына дошёл до должности технического руководителя кожевенного завода «Пастухова и Казанцева». Образование Николай Дербышев получил в городском училище. Работал сначала ручным наборщиком, затем инструктором-механиком наборных машин в типографии. Через встречу с социал-демократом Волжаниным пришёл в революционное движение, в 1896 году вступил в нарождавшийся Сибирский социал-демократический союз. Неоднократно подвергался арестам, тюремному заключению и ссылкам (в 1900, 1902, 1906 годах). Впервые арестован по доносу коллеги-наборщика за организацию нелегального профсоюза печатников, в котором являлся председателем, а также за произнесённую речь на митинге.
После года одиночного заключения был выслан в Омск под надзор полиции на 2 года. Там за организацию партийного комитета был вновь арестован по доносу, провёл около трех лет в тюрьме и был сослан на север в Берёзов Тобольской губернии на 4 года. Отбыв половину этого срока, освободился по амнистии 1905 года и приехал в Екатеринбург, где вошёл в Уральский областной комитет. Таким образом, считался членом Томского, Омского (с 1901) и Уральского (с 1905) областных комитетов РСДРП. Вновь был арестован. После 9 месяцев тюрьмы был сослан в деревню Бережная Дуброва в Олонецкой губернии. Оттуда бежал и поселился нелегально в Петербурге/Петрограде, став в 1907 году членом Василеостровского райкома РСДРП и ведя работу под псевдонимами Бурсин, Пакедин, Стряпчев и Войткевич почти до Февральской революции 1917 года. Некоторое время провёл за границей в качестве практиканта на берлинском заводе наборных машин.
В 1917 году был «межрайонцем», потом большевиком; делегат VI съезда РСДРП(б) от Урала. После Февральской революции работал в профсоюзе печатников, был избран председателем Центрального совета фабрично-заводских комитетов Петрограда. Участник Октябрьского вооружённого восстания в Петрограде; в ходе Октябрьской революции 1917 года был комиссаром Петроградского военно-революционного комитета по делам печати, затем занял аналогичную должность наркома по печати. В ходе «забастовки наркомов» в ноябре 1917 года как сторонник создания «однородного социалистического правительства всех советских партий до народных социалистов» покинул свой пост (наряду с Г. Зиновьевым, Л. Каменевым, В. Милютиным, В. Ногиным, А. Рыковым, Д. Рязановым, И. Теодоровичем и А. Шляпниковым) в знак протеста против политики Ленина.
Секретарь Петроградского бюро профсоюзов с 1918 года. В 1920 году — заместитель председателя Совета народного хозяйства Северного района, одновременно управлял морским и речным транспортом Севера. Участвовал в борьбе на фронте с белыми войсками Юденича, после чего как «заболевший тяжелой формой истерии» отправлен на отдых в Одессу, но по приезде туда назначен комиссаром транспорта Чёрного моря. Затем переведён в Москву на пост начальника Главного управления полиграфической промышленности. В 1921—1926 годах — председатель ЦК профсоюза печатников (переизбирался в 1922 и 1924 годах). Одновременно три года избирался членом пленума Всесоюзного центрального совета профессиональных союзов (ВЦСПС) и членом Всероссийского центрального исполнительного комитета (ВЦИК РСФСР) и ЦИК СССР. С 1927 года занимал второстепенные хозяйственные посты, с 1933 — персональный пенсионер.